# Хјуз (Арканзас)
Хјуз (енгл. Hughes) град је у америчкој савезној држави Арканзас.

## Демографија
По попису из 2010. године број становника је 1.441, што је 426 (-22,8%) становника мање него 2000. године.
| Група             | 2000.         | 2010.         |
| Белци             | 549 (29,4%)   | 337 (23,4%)   |
| Афроамериканци    | 1.265 (67,8%) | 1.069 (74,2%) |
| Азијати           | 30 (1,6%)     | 8 (0,6%)      |
| Хиспаноамериканци | 13 (0,7%)     | 16 (1,1%)     |
| Укупно            | 1.867         | 1.441         |